# Irm Hermann
Irmgard “Irm” Hermann (Múnich, 4 de octubre de 1942-Berlín, 26 de mayo de 2020) fue una actriz alemana.

## Biografía
Irm Hermann trabajaba como administrativa en 1966 cuando conoció a Rainer Werner Fassbinder y éste la incluyó en sus primeros cortometrajes, El vagabundo y Un pequeño caos. Desde ese momento pasó a formar parte del equipo de Fassbinder, realizando tareas muy variadas, como productora, asistente de dirección y actriz. En sus primeros años, incluso ejercía de agente de Fassbinder, viajando por toda Alemania buscando dinero, contactos y distribución para sus películas.
La relación de Irm Hermann con Fassbinder se distanció un poco en 1975, cuando se emancipó del cerrado círculo del director y se mudó a Berlín. Allí trabajó con otros directores, como Percy Adlon o Werner Herzog. También hizo teatro, y desde entonces trabajó en el cine, el teatro y la televisión.
A pesar de aparecer en casi todas las películas de Fassbinder, su papel más notable y más recordado es el de Marlene en Las amargas lágrimas de Petra von Kant (1972).
La actriz falleció el 26 de mayo de 2020.

## Filmografía destacada
- Katzelmacher (1969) como Elisabeth
- The Merchant of Four Seasons (1972) como Irmgard Epp
- The Bitter Tears of Petra von Kant (1972) como Marlene
- Ali: Fear Eats the Soul (1974) como Krista
- Pappa Ante Portas (1991) como Hedwig
- Faust Sonnengesang (2011) (voz)
- Vatertage - Opa über Nacht (2012) como Marianne Oberrotter
- Lotta (2012, TV) como Frau Johansson
- Die Libelle und das Nashorn (2012) como Verlegerin
- Stuttgart Homicide (2012, TV) como Ilse Vogelmann
- Die Erfindung der Liebe (2012) como Johanna von Kirsch
- Labaule & Erben (2018, TV) como Marianne Labaule